# Bounder
Pour plus de détails, voir Fiche technique et Distribution.
Bounder est un film muet américain réalisé par Colin Campbell et sorti en 1912.

## Fiche technique
- Titre : Bounder
- Réalisation : Colin Campbell
- Scénario : Colin Campbell
- Producteur : William Selig
- Société de production : Selig Polyscope Company
- Pays de production :  États-Unis
- Format : Noir et blanc — 35 mm — 1.33:1 — Muet
- Genre : Film dramatique
- Dates de sortie : 
  - États-Unis : 12 mars 1912

## Distribution
- Betty Harte
- Al Ernest Garcia
- Anna Dodge
- Edward H. Philbrook
- Le lion Punk